# رازبورای ریزه
رازبورای ریزه یا رازبورای علامت تعجب با نام علمی Boraras urophthalmoides گونه ای از پرتوبالگان از تیره بوراراس‌ها است. این گونه بسیار کوچک است و از ۱۲ میلیمتر تا ۱۶ میلیمتر متغیر است.